# Existentialismen är en humanism
Existentialismen är en humanism (originaltitel: L'existentialisme est un humanisme) är en kortare filosofisk skrift från 1946, skriven av den franske filosofen och författaren Jean-Paul Sartre. Den första svenska utgåvan kom samma år. Senare utgåvor kom 1964 i serien Aldusböckerna, 1988 som pocketbok och återigen i serien Kultura 2020.
Ett återkommande tema i boken är att existensen föregår essensen, det vill säga "att människan existerar, förekommer och uppträder i världen från allra första början, men att hon definieras i efterhand". Sartre formulerar existentialismens första princip sålunda: "Människan blir ingenting annat än det hon gör sig till".

## Innehåll

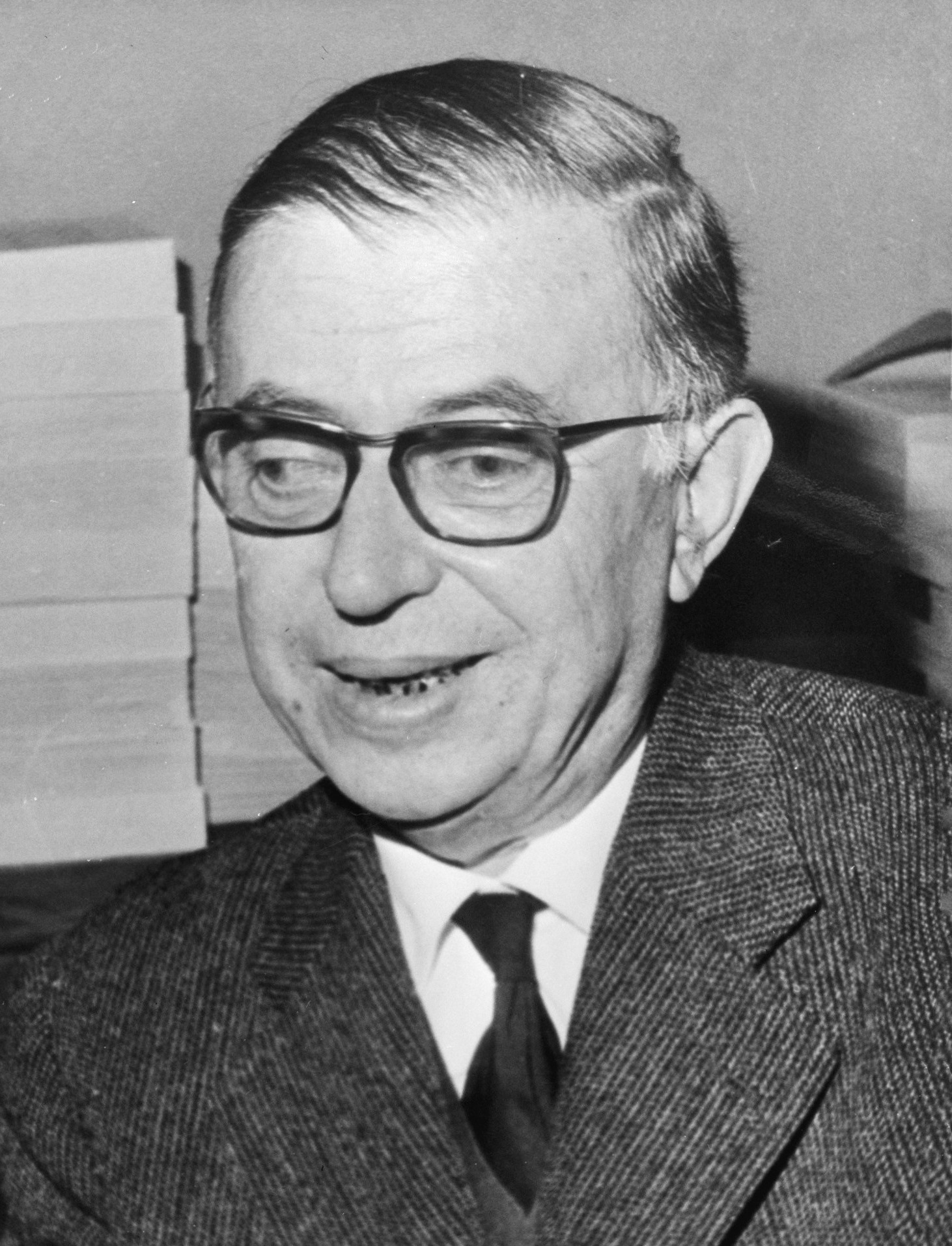
Jean-Paul Sartre 1965.

Boken är ett inlägg i efterkrigstidens livsåskådningsdebatt. Sartre tar till en början upp argument mot existentialismen som livsfilosofi och dess interagerande med samtida kulturella och filosofiska strömningar och besvarar sedan dessa motargument. Han fortsätter vidare med att beskriva den filosofi som Søren Kierkegaard lade grunden till, men som inte fick allmänhetens uppmärksamhet förrän Sartre, Albert Camus och Simone de Beauvoir tog upp den i sin diktning, vilken boken försöker att beskriva och kommentera. Boken avslutas med en diskussion som sammanfattar de frågor och svar som författaren fått respektive givit vid olika tillfällen; detta för att ge sina motståndare tillfälle att invända. 

## Budskap
"Människan väljer för sig själv och för alla människor på en gång", menar Sartre. Dock säger inte författaren något om rätt och fel val då detta är upp till varje individ att avgöra. Han menar, att alla människor har dubbelt ansvar, då man ska se till sina handlingar och veta att andra människor ska kunna ta efter dem. Sartre uppmärksammar läsaren på att om en människa inte väljer – inte gör ett val – innebär det att hon ändå väljer.
- Vi väljer vad vi är